# Orphnus compactus
Orphnus compactus är en skalbaggsart som beskrevs av Rudolph Petrovitz 1971. Orphnus compactus ingår i släktet Orphnus och familjen Orphnidae. Inga underarter finns listade i Catalogue of Life.